# V728 Андромеды
V728 Андромеды (лат. V728 Andromedae) — двойная затменная переменная звезда типа W Большой Медведицы (EW)* в созвездии Андромеды на расстоянии (вычисленном из значения параллакса) приблизительно 5988 световых лет (около 1836 парсеков) от Солнца. Видимая звёздная величина звезды — от +14,46m до +14,1m. Орбитальный период — около 0,4831 суток (11,594 часов).

## Характеристики
Первый компонент — жёлто-белая звезда спектрального класса F. Радиус — около 1,94 солнечного, светимость — около 4,91 солнечных. Эффективная температура — около 6170 K.
Второй компонент — жёлто-белая звезда спектрального класса F.